# Cidariplura ochreimacula
Cidariplura ochreimacula là một loài bướm đêm trong họ Noctuidae.